# 30 tháng 12
Ngày 30 tháng 12 là ngày thứ 364 (365 trong năm nhuận) trong lịch Gregory. Còn 1 ngày trong năm.

## Sự kiện
- 1075 – Khâm Châu thất thủ trong Chiến dịch đánh Tống, 1075-1076 của quân Đại Việt.
- 1408 – Chiến tranh Minh-Việt: Quân Hậu Trần giành thắng lợi trước quân Minh trong Trận Bô Cô tại Nam Định ngày nay.
- 1896 – Nhà yêu nước và chủ trương cải cách Philippines José Rizal bị chính quyền Tây Ban Nha hành hình tại Manila vì tội nổi loạn.
- 1918 – Hội nghị thành lập Đảng Cộng sản của nước Đức bắt đầu tổ chức tại Berlin.
- 1922 – Đại diện của bốn nước cộng hòa Xã hội chủ nghĩa Xô viết là Nga, Ngoại Kavkaz, Ukraina, Belorussia ký vào bản hiệp định thành lập nên Liên Xô tại Moskva.
- 1945 – Hội xúc tiến dân chủ Trung Quốc được thành lập tại Thượng Hải.
- 1965 – Ferdinand Marcos trở thành Tổng thống Philippines, chức vụ mà ông tiếp tục nắm giữ trong 21 năm sau đó.
- 1972 – Chiến tranh Việt Nam: Tổng thống Hoa Kỳ Richard Nixon tuyên bố chấm dứt Chiến dịch Linebacker II- chiến dịch ném bom miền bắc Việt Nam.
- 1993 – Quân đội Nga rút khỏi Mông Cổ.
- 2000 – Bài Quốc ca mới của Nga được trình diễn lần đầu tiên
- 2006 – Cựu lãnh đạo Iraq Saddam Hussein bị hành hình sau khi bị tòa án kết luận phạm tội ác chống nhân loại.
- 2011 – Samoa và Tokelau quyết định chuyển đổi múi giờ từ UTC-11 thành UTC +13, tại hai quốc gia này sau ngày 29 tháng 12 là ngày 31 tháng 12.

## Sinh
- 39 – Titus, hoàng đế của Đế quốc La Mã (m. 81)
- 159 – Biện thị, thái hậu của triều Tào Ngụy, tức ngày Kỉ Tị (3) tháng 12 năm Kỉ Hợi (m. 230)
- 1673 – Ahmed III, sultan của Đế quốc Ottoman (m. 1736)
- 1809 – Wilhelm von Tümpling, tướng lĩnh quân đội người Đức (m. 1884)
- 1810 – Nguyễn Phúc Miên Nghi, tước phong Ninh Thuận Quận vương, hoàng tử con vua Minh Mạng nhà Nguyễn (m. 1874)
- 1822 – Hans Lothar von Schweinitz, tướng lĩnh quân đội người Đức (m. 1901)
- 1838 – Émile Loubet, chính trị gia người Pháp, tổng thống của Pháp (m. 1929)
- 1851 – Asa Griggs Candler, doanh nhân, chính khách người Mỹ (m. 1929)
- 1865 – Rudyard Kipling, nhà văn người Anh, đoạt giải Nobel (m. 1936)
- 1884 – Hideki Tojo, tướng lĩnh và chính trị gia người Nhật Bản, thủ tướng của Nhật Bản (m. 1948)
- 1910 – Hoàng Như Tiếp, kiến trúc sư người Việt Nam (m. 1982)
- 1933 – Trần Thị Lý, nhà hoạt động vũ trang người Việt Nam (m. 1992)
- 1935 – Omar Bongo, chính trị gia người Gabon, tổng thống của Gabon
- 1937 – Gordon Banks, cầu thủ bóng đá người Anh
- 1942 – Anne Charleston, diễn viên Australia
- 1942 – Michael Nesmith, ca sĩ Mỹ
- 1945 – Davy Jones, ca sĩ và diễn viên người Anh (m. 2012)
- 1946 – Berti Vogts, cầu thủ bóng đá người Đức
- 1948 – Randy Schekman, nhà sinh học người Mỹ, đoạt giải Nobel
- 1950 – Bjarne Stroustrup, nhà khoa học máy tính người Đan Mạch
- 1954 – Lê Thanh Cung, chính trị gia người Việt Nam
- 1961 – Nguyễn Thị Diệu Thảo, nhà ẩm thực, nhà nghiên cứu giáo dục người Việt Nam
- 1962 – Alessandra Mussolini, diễn viên, người mẫu, chính trị gia người Ý
- 1973 – Maureen Flannigan, diễn viên Mỹ
- 1974 – Kim Sul-song, quân nhân và chính trị gia người Triều Tiên
- 1975 – Tiger Woods, vận động viên golf người Mỹ
- 1980 – Quan Trí Bân, ca sĩ, diễn viên người Philippines-Hồng Kông
- 1981 – K.Will, ca sĩ, vũ công và diễn viên người Hàn Quốc
- 1982 – Kristin Kreuk, diễn viên người Canada
- 1984 – LeBron James, cầu thủ bóng rổ Mỹ
- 1986 – Ellie Goulding, ca sĩ và nhà sản xuất âm nhạc người Anh
- 1989 – Ryan Sheckler, vận động viên trượt ván người Mỹ
- 1989 – Dương Thị Việt Anh, vận động viên điền kinh người Việt Nam
- 1995 – Kim Taehyung (nghệ danh: V), ca sĩ và diễn viên người Hàn Quốc, thành viên nhóm nhạc BTS.
- 1995 – Joshua,  ca sĩ và diễn viên người Hàn Quốc, thành viên nhóm nhạc Seventeen

## Mất
- 274 – Giáo hoàng Fêlix I
- 1505 – Lê Túc Tông, hoàng đế thứ bảy của triều Hậu Lê, Việt Nam
- 1591 – Giáo hoàng Innôcentê IX (s. 1519)
- 1644 – Johan Baptista van Helmont, nhà hóa học sinh tại lãnh thổ nay là Bỉ (s. 1577)
- 1886 – Hans Alexis von Biehler, tướng lĩnh quân đội người Đức (s. 1818)
- 1896 – José Rizal, nhà hoạt động chính trị người Philippines (s. 1861)
- 1919 – Karl von Wedel, quân nhân người Đức (s. 1842)
- 1940 – Robert Anderson, danh nhân và tướng người Úc (s. 1865)
- 1944 – Romain Rolland, nhà văn người Pháp, đoạt giải Nobel (s. 1866)
- 1968 – Kirill Meretskov, tướng lĩnh quân đội tại Liên Xô (s. 1897)
- 2000 – Nguyễn Xuân Huy, nhà báo, nhà văn và nhà thơ người Việt Nam (s. 1915)
- 2003 – Mai Diễm Phương, ca sĩ và diễn viên người Hồng Kông (s. 1963)
- 2006 – Saddam Hussein, chính trị gia người Iraq, tổng thống của Iraq (s. 1937)
- 2010 – Bobby Farrell, vũ công người Hà Lan (s.1949)
- 2010 – Bùi Danh Lưu, chính trị gia người Việt Nam (s. 1935)
- 2012 – Rita Levi-Montalcini, nhà thần kinh học người Ý, đoạt giải Nobel (s. 1909)
- 2021 – Trần Quang Hải, giáo sư - tiến sĩ Dân tộc nhạc học người Việt Nam. (s. 1944)